# 国会 (日本)
国会（こっかい、英: National Diet）は、日本の立法府。衆議院（しゅうぎいん）および参議院（さんぎいん）から構成される両院制の議会である。国権の最高機関とされる（日本国憲法第41条、第42条）。通常国会が開かれる国会議事堂を正面から見て右側が参議院で左側が衆議院である。

## 概要

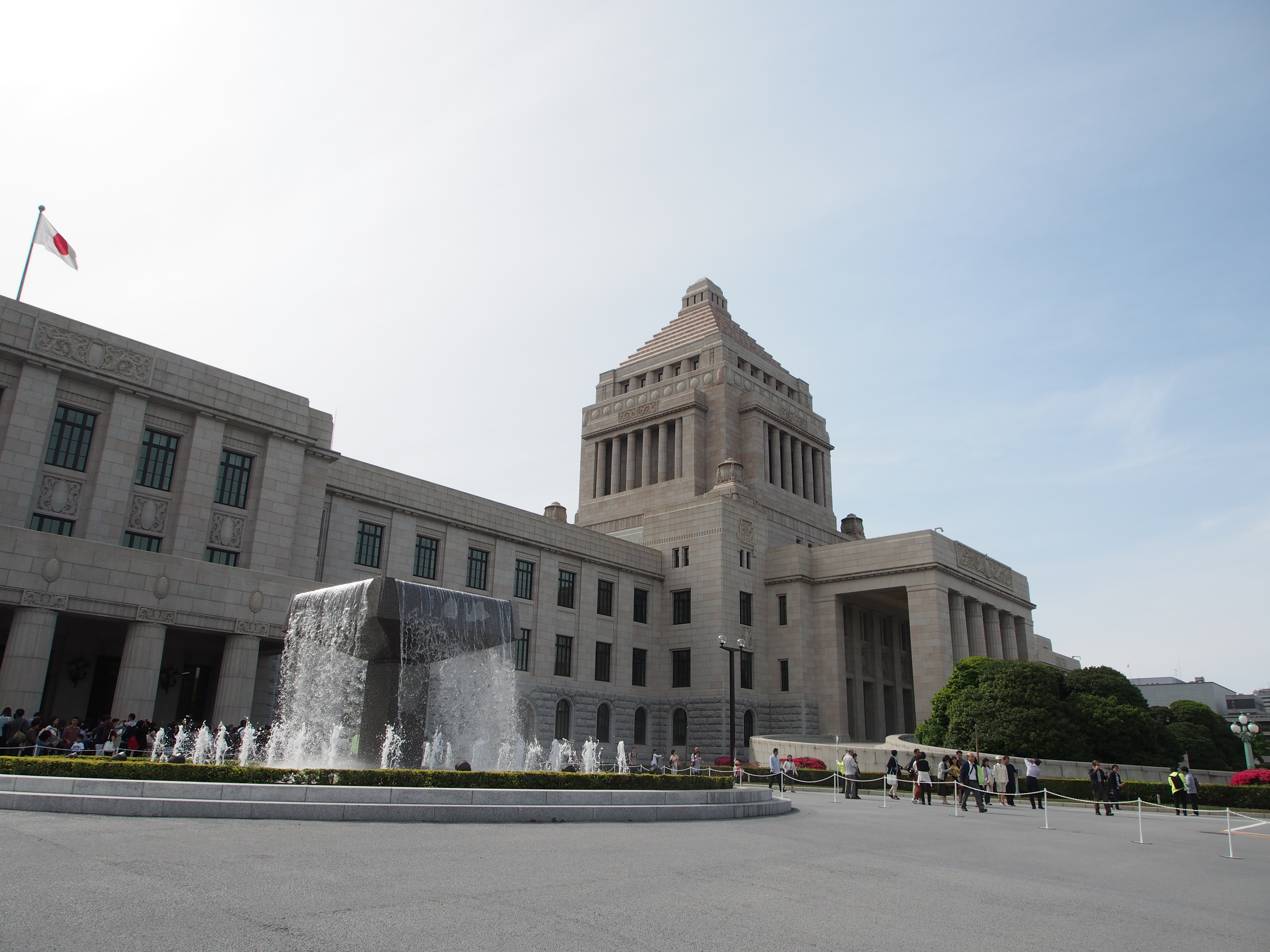
国会議事堂（2017年）

日本国憲法において、国会は「国権の最高機関」であって、「国の唯一の立法機関」と位置づけられている（憲法41条）。また、「国民の代表機関」としての性格も有する（憲法43条1項）。
国会の議事が行われる国会議事堂の所在地は、東京都千代田区永田町1丁目7番1号。俗に国会ないし国会議員（衆議院議員・参議院議員）を指して「永田町」と呼ぶ。

### 国民の代表機関
国会は、衆議院（下院）及び参議院（上院）の両議院でこれを構成し（憲法42条）、両議院は「全国民を代表する選挙された議員」（国会議員。総選挙で選出される衆議院議員及び通常選挙で選出される参議院議員）でこれを組織する（憲法43条1項）。

### 国権の最高機関
日本国憲法は、国会を「国権の最高機関」と定める（憲法41条）。
ここで、「最高機関」の意味が問題となる。この点、憲法学説上は、政治的美称説が通説的見解と目されている。政治的美称説とは、国会が諸々の国家機関の中で主権者たる国民に次いで高い地位にあり、国民に代わって、国政全般にわたり、強い発言力をもつべきであることから、「最高機関」とは、国民を代表し、国政の中心に位置する重要な機関であるという点に着目して国会に付した政治的美称であるとする見解である。この見解は、憲法が権力分立制を採用していること、内閣による衆議院解散、違憲立法審査権の存在、司法権の独立などから、「最高機関」に特段の法的意味を認めない。この点について、より積極的な意味づけをなす見解もある。
- 統括機関説 - 国会は、国権の最高機関として内閣、裁判所の上位に君臨し、国政全般にわたって最終的な決定権を有する。
- 最高責任地位説 - 国会は、国権の最高機関として国民に対して国政全般の責任を負い、行政、司法作用を調整する。

### 国の唯一の立法機関
日本国憲法は、国会を「国の唯一の立法機関」と定める（憲法41条）。
これは、明治憲法下における帝国議会（1890年-1947年）が、天皇の立法権に協賛する地位（協賛機関）にとどまったのに対して、国会は立法権を独占する機関（立法機関）であることを意味する（ただし明治憲法下で立法権が天皇にあったのは名目的なことで実際には帝国議会の協賛がなければ天皇は立法権を行使できなかった。ただ、天皇は「緊急勅令」という、法律と同等の効力があるものを発することができた。この勅令には、後日、議会の承認が必要ではあった）。
さらに、この規定を詳細に見ると、「唯一」と「立法」の意味が問題となる。

#### 「唯一」の意味
国会が国の「唯一」の立法機関であるとは、次の2つの意味を持つ。
- 国会中心立法の原則（国会中心立法主義）
国の行う立法は、憲法に特別の定めがある場合を除いて、常に、国会を通して為されなくてはならないとする原則。この原則の例外となる「特別の定め」としては、衆議院と参議院の各議院がその自律権に基づいて定める議院規則（憲法58条2項）、および、最高裁判所が定める最高裁判所規則（憲法77条1項）が挙げられる[注 2]。
この原則は、（1）行政権が緊急命令や独立命令の形式で、議会を通すことなく、独自に立法を行う立法二元制（明治憲法における緊急勅令や独立命令など）の廃止、および、（2）行政権が行う立法を、法律の執行に必要な細則を定める執行命令と法律の委任に基づく委任命令に限定する立法一元制の採用（憲法73条6号参照）に示される。
- 国会単独立法の原則（国会単独立法主義）
国会による立法は、国会以外の機関の関与がなくとも、国会の議決のみで成立するとする原則。この原則に対する例外として、憲法は、地方自治特別法の制度を定める（憲法95条）。
この原則は、明治憲法下での天皇の立法に対する関与の廃止（ただし前述のとおり明治憲法下で立法権が天皇にあったのは形式的なことであり、実質的には帝国議会の議決によってのみ立法された[4]）[注 3]、国会の議決のみによる法律の成立（憲法59条1項）に示される。

#### 「立法」の意味
日本国憲法第41条「国の唯一の立法機関」にいう「立法」とは、形式的意義の立法（国会が制定する「法律」という国法の一形式の法規範の定立）ではなく実質的意義の立法（一般的・抽象的法規範の定立）を指すものと解されている。
その理由は憲法41条の「立法」を形式的意味の立法を指すものと解釈してしまうと、「国会が制定する法律という法形式の法規範を制定する権限は国会のみにある」という意味を持たない規定になってしまうためである。したがって、実質的意味の立法であると理解されているが、実質的意味の立法の内容については一般的・抽象的法規範の定立の範囲を巡って見解が分かれている。

## 沿革

### 前史
- 1868年（慶応4年／明治元年）1月27日 - 三職分課を制定し、各藩から派遣された貢士による下ノ議事所が設置される。
- 同年6月11日（旧暦閏4月21日） - 政体書により、太政官の下に置かれる立法機関として議政官が定められる。
- 1869年（明治2年）3月7日 - 各藩から選ばれた代表などからなる議事機関として、公議所が開院される。
- 同年7月8日 - 公議所を集議院に改組する。
- 1870年（明治3年）5月28日 - 集議院開会。
- 1871年（明治4年）9月13日 - 太政官を三院に分かち、立法機関は左院となる（集議院は左院の所属となり、その後、1873年6月廃止）。
- 1874年（明治7年）4月14日 - 板垣退助らが、民選議院設立建白書を提出。以降、地方官会議が開かれるなど、議会の開設・言論の自由・集会の自由の保障などを求める自由民権運動が活発となる。
- 1875年（明治8年）4月25日 - 大阪会議での合意により立憲政体の詔書が発せられる。これにより、左院を廃止して、立法諮問機関である元老院を設置する。
- 1881年（明治14年）10月12日 - 明治天皇が国会開設の詔を発する。政府が10年後の議会設立を約束。

### 帝国議会時代
- 1889年（明治22年）2月11日 - 明治憲法発布。立法の協賛機関（事実上の立法機関）として、下院の役割を持つ民選議員により組織される衆議院（しゅうぎいん）と上院の役割を持つ華族議員・勅任議員などにより組織される貴族院（きぞくいん）の両院で構成する帝国議会（ていこくぎかい）を規定する。
- 1890年（明治23年）6月10日 - 第1回貴族院多額納税者議員選挙実施。
- 同年7月1日 - 第1回衆議院議員総選挙実施。
- 同年7月10日 - 第1回貴族院伯爵・子爵・男爵議員選挙実施。
- 同年9月29日 - 初の貴族院勅選議員の任命。
- 同年11月25日 - 第1回帝国議会召集。
- 同年11月29日 - 第1回帝国議会開院式。明治憲法施行。
- 1928年（昭和3年）2月20日 - 最初の普通選挙実施。納税額による制限選挙を撤廃し、満25歳以上の成年男性が選ぶ普通選挙が実現。
- 1936年（昭和11年）11月7日 - 東京市麹町区永田町に帝国議会議事堂（現国会議事堂）が竣工。
- 1946年（昭和21年）4月10日 - 帝国議会最後の衆議院総選挙が実施される。満20歳以上の男女普通選挙が実現。
- 同年12月27日 - 最後の帝国議会（第92議会）が召集され、翌年3月31日に閉会、解散する。

### 国会時代
- 1946年（昭和21年）11月3日 - 日本国憲法が公布。立法機関として、いずれも民選議員により組織される衆議院（帝国議会より維持・引継された下院）及び参議院（さんぎいん、廃止された貴族院に代わる上院）の両院で構成する国会（こっかい）を規定する。
- 1947年（昭和22年）4月20日 - 第1回参議院議員通常選挙実施。
- 同年4月25日 - 第23回衆議院議員総選挙実施。
- 同年5月3日 - 日本国憲法が施行。
- 同年5月20日 - 日本国憲法に基づき、第1回国会召集。
- 1960年（昭和35年） - 国会前庭に、尾崎行雄を記念して尾崎記念会館が開館する。
- 1972年（昭和45年）3月 - 議会開設80周年の記念事業の一環として憲政記念館を開館する（尾崎記念会館を吸収）。
- 1990年（平成2年）11月29日 - 参議院本会議場において「議会開設百年記念式典」を挙行。
- 2000年（平成12年）11月29日 - 参議院本会議場において「議会開設百十年記念式典」を挙行。
- 2010年（平成22年）11月29日 - 参議院本会議場において「議会開設百二十年記念式典」を挙行。
- 2020年（令和2年）11月29日 - 参議院本会議場において「議会開設百三十年記念式典」を挙行。

## 構成と組織

### 両院制（衆議院・参議院）
国会は、衆議院（しゅうぎいん）と参議院（さんぎいん）によって構成される。両議院とも、主権者である国民の選挙（衆議院議員総選挙・参議院議員通常選挙）によって選ばれた国会議員（衆議院議員465人、参議院議員248人）により組織される、民選議院型の両院制である（衆議院は下院、参議院は上院に相当する）。
両議院を補佐する機関として、各議院に事務局と法制局が設置され、また議院に直属しない補佐機関として国立国会図書館がある。このほか、日本国憲法に定める国会による裁判官の弾劾を行うため、裁判官訴追委員会と裁判官弾劾裁判所が設置されている。
- 衆議院
  - 衆議院事務局
  - 衆議院法制局
  - 憲政記念館
- 参議院
  - 参議院事務局
  - 参議院法制局
- 国立国会図書館
- 裁判官訴追委員会
- 裁判官弾劾裁判所

#### 両院協議会
衆議院と参議院で議決が一致しなかった場合は、その調整を行うため、両院協議会（りょういんきょうぎかい）が開催される。予算、条約の承認、内閣総理大臣の指名について議決が異なった場合には必ず開催され、法律案について議決が異なった場合には衆議院が協議会を請求したとき及び参議院が協議会を請求しこれに衆議院が同意したときに開催される。

#### 衆議院の優越
衆議院と参議院はそれぞれ国会の一院として対等な地位を占めるが、憲法上あるいは法律上において衆議院の議決が優先する場合（衆議院の優越）がある。
ただし、参議院の緊急集会では衆院予算先議権の例外として、衆議院より先に参議院で予算を審議して採決をすることができるが、内閣に提出権がない憲法改正を議題にできないとされている。

### 各議院の役員
各議院には国会法により以下のような役員が設置される（国会法第16条・第26条等）。
- 衆議院議長・参議院議長

議院の秩序を保持し、議事を整理し、議院の事務を監督し、議院を代表する（国会法第19条）。
- 衆議院副議長・参議院副議長

議長に事故があるときまたは議長が欠けたときに議長の職務を行う（国会法第21条）。
- 衆議院仮議長・参議院仮議長

議長及び副議長に共に事故があるときに議長の職務を行う（国会法第22条1項）。
- 衆議院常任委員長・参議院常任委員長（国会法第22条1項）

各議院において各々その常任委員の中から選挙される。（国会法第25条）
- 衆議院事務総長・参議院事務総長

議長の監督の下に、議院の事務を統理し、公文に署名する（国会法第28条）。
- 衆議院参事・参議院参事

事務総長の命を受け事務を掌理する（国会法第28条2項）。

### 委員会及び参議院の調査会
| 衆議院             | 参議院         |
| ------------------ | -------------- |
| 内閣委員会         |                |
| 総務委員会         |                |
| 法務委員会         |                |
| 外務委員会         | 外交防衛委員会 |
| 安全保障委員会     | 外交防衛委員会 |
| 財務金融委員会     | 財政金融委員会 |
| 文部科学委員会     | 文教科学委員会 |
| 厚生労働委員会     |                |
| 農林水産委員会     |                |
| 経済産業委員会     |                |
| 国土交通委員会     |                |
| 環境委員会         |                |
| 国家基本政策委員会 |                |
| 予算委員会         |                |
| 決算行政監視委員会 | 決算委員会     |
| 決算行政監視委員会 | 行政監視委員会 |
| 議院運営委員会     |                |
| 懲罰委員会         |                |

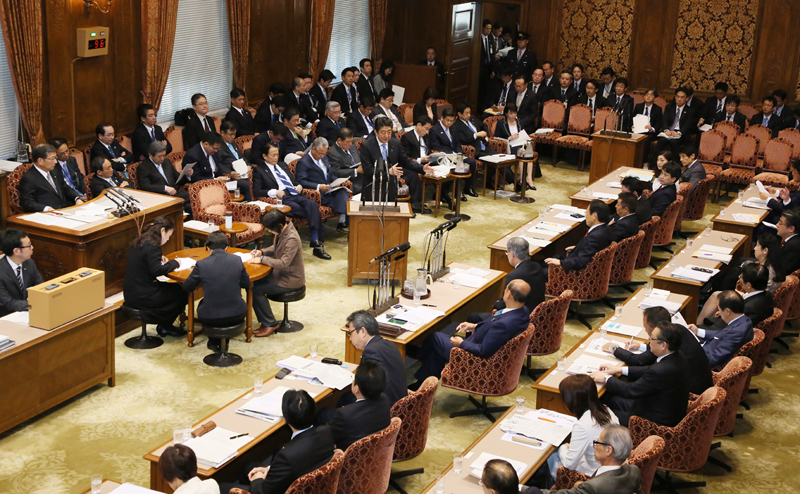
参議院決算委員会（国会議事堂 第1委員室）

帝国議会時代の議案審議が本会議中心であったのに対して、戦後国会はアメリカ議会に範をとって国会審議は、委員会を中心に行われている。

各議院の委員会には、国会法に名称が明記された常設の常任委員会と、案件ごとに各議院が必要に応じて設けることが可能な特別委員会の2種類がある（国会法第40条）。すべての議案は本会議での趣旨説明および必要に応じて代表質問の後にどこかしらの常任委員会に付託される（国会法第56条の2）が、所掌するべき常任委員会がなく、かつ特別委員会を設けて審議するまでもないと議長が判断した場合は、本会議の議決に基づき「他の常任委員会に属しない内閣府に関する事項」として内閣委員会、もしくは「議長の諮問に関する事項」として議院運営委員会に付託される。

なお、特に緊急を要する議案は委員会への付託を省略することもできる（衆議院規則111条、参議院規則26条）とされており、内閣ないしは国務大臣・両院役職者に対する不信任決議案がこの例に当たる。
委員会は単独で開催するほかに、同一院内の複数の委員会による連合審査会として（衆議院規則第60条、参議院規則第36条）、あるいは衆議院と参議院の両院の常任委員会による合同審査会として（国会法第44条）、開催することも可能である。
また、具体的な議案の付託の有無にかかわらず、長期的な調査を行うための委員会的な組織として参議院にのみ「調査会」を設けることができ（国会法第54条の2）、慣例により3以内の調査会を置くこととなっている。これは、解散がなく任期が安定している参議院の特色を生かした制度である。
- 常任委員会の例 - 予算委員会
- 特別委員会の例 - 災害対策特別委員会
- 参議院の調査会の例 - 共生社会に関する調査会

### 憲法審査会
沿革
1957年に内閣の機関として憲法調査会が設置され、足掛け9年に渡る精密な調査の結果、1964年、池田勇人首相の内閣が国会に「憲法調査報告書」を提出した。これは憲法の各章に関する論点や、各論点に対する対立意見を纏めたものであり、本文1,200頁、付属文書4,300頁に及ぶ膨大な調査報告書であった。しかしながら改正手続は進捗しないまま、調査会は1965年6月3日、第1次佐藤内閣の下で解散に至った。
1999年、衆議院と参議院の両院に、日本国憲法について広範かつ総合的に調査を行う目的で、衆議院憲法調査会、参議院憲法調査会が置かれた。両会はおおむね5年毎に報告書を公表することとされていた。
2005年提出の衆議院憲法調査会報告書が最後の報告書となっている。
憲法審査会
憲法審査会は、2007年（平成19年）8月7日の第167回国会から国会法改正法が施行されたことから、上記各憲法調査会の後継機関として規定された（ただし、報告書の提出は義務付けられておらず、上述第2条は規程から削除されている）。日本国憲法に密接に関連する基本法制について広範かつ総合的に調査を行い、憲法改正原案、日本国憲法に係る改正の発議又は国民投票に関する法律案等を審査するため、各議院に憲法審査会を置くこと（国会法第102条の6）、国会法第68条の2に基づく両院の議員による改正の発議に加えて、同審査会も憲法改正の発議又は国民投票に関する法案の提出が可能であること（国会法第102条の7)が規定されている。
ただ、当時の審査会は法律上のみの存在であった。審査会の組織・手続の詳細を定める「衆議院憲法審査会規程」は2009年（平成21年）6月11日に衆議院自民・公明の与党の賛成多数でようやく制定され、「参議院憲法調査会規程」は2011年（平成23年）5月18日に参議院民主・自民・公明・みんななどの賛成多数でようやく制定された。
その後も両院とも、審査会の会長・委員が選出されない休眠状態が続いた。2009年（平成21年）の民主党への政権交代以降、鳩山政権・菅政権時代の国会でもまた、憲法審査会の始動に向けた進展はなかった。実際に、憲法改正原案についての審議が可能となったのは、国民投票法が施行された2010年（平成22年）5月18日であるが、完全施行に至っても、審査会は事実上存在しない状況であった。
野田政権発足後の2011年（平成23年）10月21日に会長・幹事・委員が選任されて始動した。11月17日、衆院憲法審査会が開催された。参考人として元衆院憲法調査会会長・中山太郎は改憲論議の推進を表明し、各党が意見表明をした。同年11月28日、参院憲法審査会が開催された。参考人として元参院憲法調査会会長・関谷勝嗣は改憲手続法の制定経緯などを説明し、各党が意見表明をした。
2024年（令和6年）11月、衆院憲法審査会会長には野党立憲民主党から枝野幸男が就任している。
憲法審査会は、憲法改正原案及び日本国憲法に係る改正の発議又は国民投票に関する法律案を提出することができる(第102条の7)。

### 国民投票広報協議会
憲法改正の発議があったときに、当該発議に係る憲法改正案の国民に対する広報に関する事務を行うため、各議院においてその議員の中から選任された同数の委員で組織される臨時の機関。2010年（平成22年）5月18日以降発効。

### 情報監視審査会
行政における特定秘密の保護に関する制度の運用を常時監視するため、各議院に情報監視審査会が設けられており（国会法第102条の13）、特定秘密や不開示情報の提供を受けることができる一方で、会議や会議録は原則非公開となっている。特定秘密保護法とともに施行した国会法改正法で規定されたが、しばらく委員の選任は見送られ、2015年（平成27年）2月26日に委員が選任されて始動した。

### 政治倫理審査会
政治倫理の確立のため、各議院に政治倫理審査会が設けられており（国会法第124条の3）、行為規範等に違反するとされた場合に法的拘束力のない勧告を行う。審査例は存在するが、実際に勧告まで至った実例はない。報道では「政倫審」と略されることが多い。

## 運営

### 会期制

#### 概要
日本の国会は「会期」と呼ばれる一定期間にのみ活動を行う会期制を採用している。会期は国会の召集により始まる。国会の召集は憲法第7条第2号により天皇の国事行為とされており、国会の召集詔書は集会の期日を定めて公布される（国会法第1条1項）。議員は召集詔書に指定された期日に各議院に集会しなければならない（国会法第5条）。集会する時刻は議院規則で午前10時となっている（衆議院規則第1条及び参議院規則第1条）。
会期延長および臨時会と特別会の会期設定は両議院一致の議決で行うとされているが（国会法第11条・第12条1項）、両院不一致の場合は衆議院の議決に従う（国会法第13条、衆議院の優越）。
会期終了と同時に審議中の議案は原則として廃案となる。ただし閉会前に手続をとることにより、委員会は閉会中も審査を行うことができる。これにより次の会期においても審議の進捗を引き継ぐことが可能になる（継続審議）。
会期中に議決に至らなかった案件は、後会に継続しない（国会法第68条）。

#### 開会式

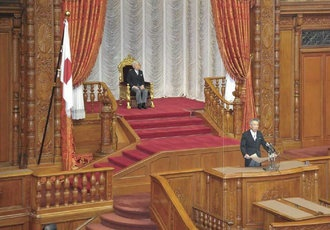
第183回国会開会式で天皇明仁の臨席の下、式辞を述べる衆議院議長伊吹文明

国会は、召集後の早い時期に参議院本会議場において、天皇臨席のもとで、衆議院議長が主催して開会式を行う。開会式の日時及び場所は衆議院議長と参議院議長の協議で定める（衆議院規則第19条及び参議院規則第21条）。開会式では、衆議院議長の式辞と天皇のおことばが述べられる。開会式には衆議院議員と参議院議員が参議院本会議場に一様に集まるが、席が足りないため、入りきらない議員は2階席に集められる。開会式前には、衆議院議員と参議院議員が正門前に整列し、天皇の出迎えをするのが恒例となっている。

#### 会期の種類
常会（通常国会）
常会は毎年1回、1月中に召集される国会である（52条・国会法第2条）。憲法上は「常会」というが、一般には「通常国会」と呼ばれることが多い。会期は150日であるが、会期中に議員の任期が満限に達する場合には満限の日をもって終了する（国会法第10条）。延長は1回のみ可能（国会法第12条1項・2項）。
臨時会（臨時国会）
臨時会は憲法あるいは国会法の規定に基づいて内閣が臨時に召集する国会で、内閣は必要に応じて臨時会の召集を決定できるが（憲法第53条前段）、いずれかの議院の総議員の4分の1以上の要求があれば内閣は臨時会の召集を決定しなければならない（憲法第53条後段）。このほか国会法の規定により衆議院議員の任期満了による総選挙が行われたとき及び参議院議員の通常選挙が行われたときにも内閣は原則として臨時会を召集しなければならない（国会法第2条の3）。憲法上は「臨時会」というが、一般には「臨時国会」と呼ばれることが多い。延長は2回まで可能（国会法第12条1項・2項）。
特別会（特別国会）
特別会は衆議院の解散による総選挙の後に召集される国会である（憲法第54条1項）。憲法上は呼称の規定がなく国会法において「特別会」と定められているが、一般には「特別国会」と呼ばれることが多い。延長は2回まで可能（国会法第12条1項・2項）。常会と併せて召集することもできる（国会法第2条の2）。

#### 休会
会期と会期の間を閉会（中）と呼ぶのに対し、会期中において国会あるいは議院がその意思によって自律的にその活動を一時的に休止することを休会といい、法規上「国会の休会」と「議院の休会」の2種類が定められている。会期中、国の行事、年末年始その他議案の都合等の理由により両院の議事を一斉に休止するのが相当である場合は、両院議長の協議を経て、衆議院と参議院の両院一致の議決をもって、あらかじめ日数を定めて休会することができる（国会の休会）。この場合、衆議院の優越はなく両院の議決が必要となる（国会法第15条1項）。各議院は単独で10日以内において自院のみの休会を議決することも可能で、この場合は他院との事前協議は不要である（議院の休会）（国会法第15条4項）。
なお、明治憲法下では政府の意思により他律的にその活動を休止する停会の制度があったが（同憲法第7条・第44条、旧議院法第33条・第34条）、日本国憲法下では停会の制度はない。

### 参議院の緊急集会
衆議院が解散された場合、参議院も同時に閉会となる（両院同時活動の原則）。この衆議院解散から特別会の開会までの閉会中、「国に緊急の必要があるとき」に、内閣は参議院の緊急集会の開催を求めることができる。緊急集会は国会の会期ではなく（詳細は「参議院の緊急集会」の項目参照）、緊急集会においてとられた措置は「臨時のもの」とされる。このため、緊急集会でとられた措置は、次の国会開会の後10日以内に衆議院の同意が求められ、同意がない場合には、その効力を失う。

## 議事手続

2013年3月3日時点の衆議院会派別勢力図

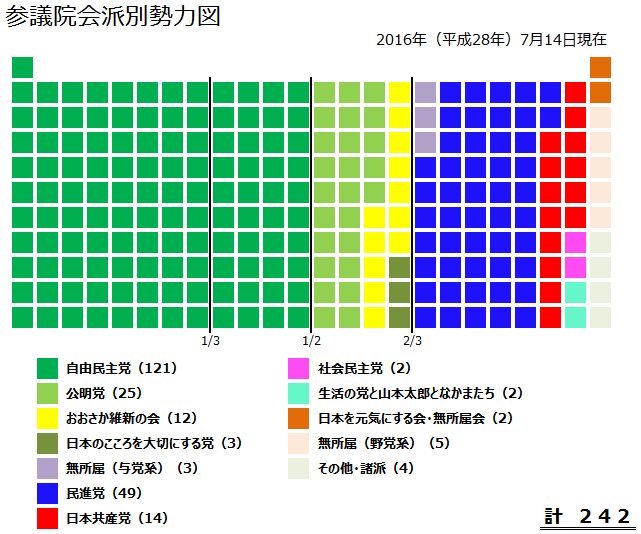
2016年7月14日時点の参議院会派別勢力図

### 開議
参議院規則では会議は原則として午前10時に始めることとされている（参議院規則第81条）。また、衆議院規則では会議は原則として午後1時に始めることとされている（衆議院規則第103条）。
開議の時刻となったときは、議長は議長席に着いて諸般の事項を報告後に会議を開くことを宣告するが、この宣告までは何人も議事について発言することが許されない（衆議院規則第104条、参議院規則第83条）。

### 散会
議事日程に記載した案件の議事を終わったときは議長は散会する（衆議院規則第105条、参議院規則第82条）。

### 延会
議事が終わらない場合でも、衆議院においては午後6時を過ぎたとき、参議院においては午後4時を過ぎたときは、議長は議院に諮らないで延会することができる（衆議院規則第105条、参議院規則第82条）。ただし、参議院規則では議事を終わらない場合でも、議長が必要と認めたときは議院に諮って延会することができるとしている（参議院規則第82条）。

### 定足数
定足数とは、審議・議決に必要な出席者数をいう。
- 本会議 - 憲法第56条1項により、両議院とも、総議員の3分の1以上。
- 委員会 - 国会法第49条により、委員の半数以上。

### 表決数
表決数とは、意思決定に必要な賛成者数をいう。
- 本会議
  - 憲法第56条2項により、両議院とも、原則出席議員の過半数（半数＋1以上）。可否同数の場合は議長決裁。
  - 議員の議席喪失（憲法第55条）、秘密会開催（憲法第57条1項ただし書）、除名（憲法第58条2項ただし書）、衆議院の法律案再可決（憲法第59条2項）については、出席議員の3分の2以上。
  - 憲法改正の発議（憲法第96条1項）は、総議員の3分の2以上。
- 委員会 - 国会法第50条により、出席委員の過半数。可否同数のときは、委員長決裁。

### 表決の手続

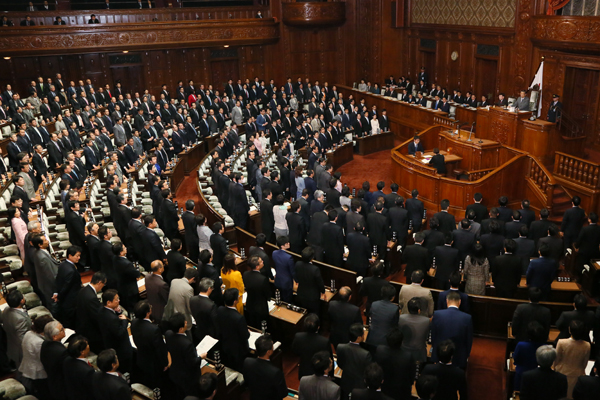
起立採決（衆議院本会議）

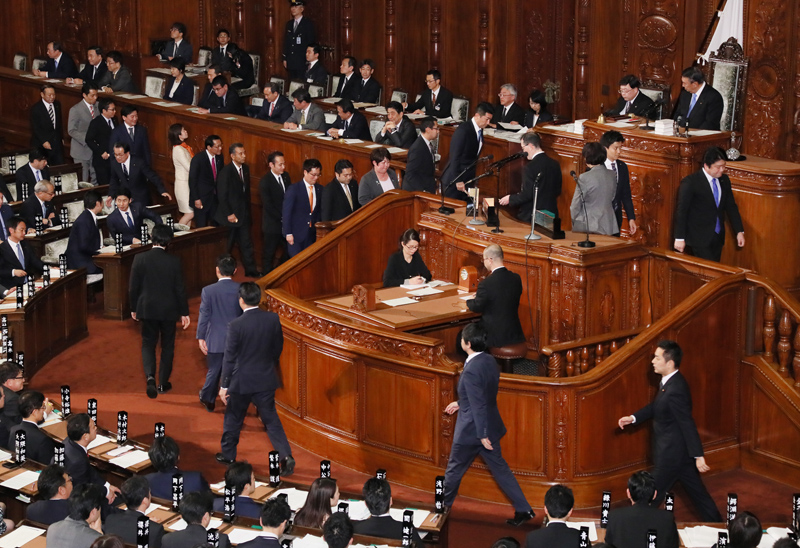
記名投票（衆議院本会議）

- 議長は表決を採ろうとするときは表決に付する問題を宣告することとなっており、宣告後、議員は表決に付された問題について発言できない（衆議院規則第150条、参議院規則第136条）。議員が表決に加わるには現に議場にいなければならない（衆議院規則第148条、参議院規則第135条）。表決には条件を付けることができない（衆議院規則第149条、参議院規則第134条）。
- 表決方法
  - 起立採決 - 表決方法は議長が問題について可とする者を起立させて起立者の多少を認定して決する起立採決を原則とする（衆議院規則151条、参議院規則第137条）。
  - 記名投票 - 議長が起立者の多少を認定しがたいとき、議長の宣告に対し出席議員の5分の1以上から異議を申し立てられたとき、議長が必要と認めたときは記名投票となる（衆議院規則第151条・第152条、参議院規則第138条・第139条）。記名投票は問題を可とする議員が白色の票（衆議院規則では白票、参議院規則では白色票という）を、問題を否とする議員は青色の票（衆議院規則では青票、参議院規則では青色票という）を投票する（衆議院規則第153条、参議院規則第139条）。それぞれの色の木札は各議席に用意されており、白票（白色票）には黒い字で、青票（青色票）には赤い字であらかじめ議員の氏名が記されている。記名投票の際には議長は「議場閉鎖」を宣告し（衆議院規則第154条、参議院規則第140条）、その後、参事に点呼を命じる（議席番号順）。各議員は登壇して投票を行うが、先例により衆議院では時計回りに、参議院では反時計回りに投票が進められる。投票が終わったときは、議長は投票漏れがないか確認する。その後、議長は「投票箱閉鎖」と「開票」、「議場開鎖」を宣告する。そして、理事が票の点検と集計を行い、集計後、議長は投票の結果を宣告する（衆議院規則第155条、参議院規則第141条）。衆議院では議長は事務総長に結果報告を命じるのが先例となっている。
  - 押しボタン式投票 - 2015年（平成27年）現在、参議院でのみ導入されている方法。議席に設置された投票機を用いて問題を可とする議員は賛成ボタン、問題を否とする議員は反対ボタンを押すことにより投票する（参議院規則第140条の3）。議長が必要と認めたときに押しボタン式投票となる（参議院規則第140条の2）。参議院の各議員席には投票機が設置されており、賛成の白色ボタン、反対の青色ボタン（緑色に近い）、そして、取消の赤色ボタンが並んでいる。押しボタン式投票の際には議長は「本案の賛否について、投票ボタンをお押し願います」と宣告して投票が開始される。各議員が賛成や反対のボタンを押すと、投票機の上部に付けられている小型の白ランプや青ランプ（緑色に近い）が点灯して自らの押した内容を確認できるようになっている。議長は時期を見計らって「間もなく投票を終了いたします」「これにて投票を終了いたします」と告げる。そして、投票結果を議長が報告すると同時に投票結果（投票総数、賛成、反対）が参議院議場内3か所に設けられている表示盤に表示される。
  - 異議なし採決 - 議長は問題について異議の有無を議院に諮るという形で表決をとることができる（衆議院規則第157条、参議院規則第143条）。この場合、議長は異議がないと認めたときは可決の旨を宣告する。ただし、議長の宣告に対して議員が異議（衆議院の場合は出席議員20人以上の異議）を申し立てたときは、議長は異議なし採決をとることができない。

### 公開の原則・記録の公表
- 本会議（憲法第57条） 
  - 両議院の会議は、公開とする。ただし、出席議員の3分の2以上の多数で議決したときは、秘密会を開くことができる。
  - 両議院は、各々その会議の記録を保存し、秘密会の記録の中で特に秘密を要すると認められるもの以外は、これを公表し、かつ一般に頒布しなければならない。
  - 出席議員の5分の1以上の要求があれば、各議員の表決は、これを会議録に記載しなければならない。
- 委員会は原則非公開。議員のみが傍聴可能。ただし、報道関係者などで委員長の許可を受けた者は傍聴可能（国会法第52条）。

## 行政府との関係

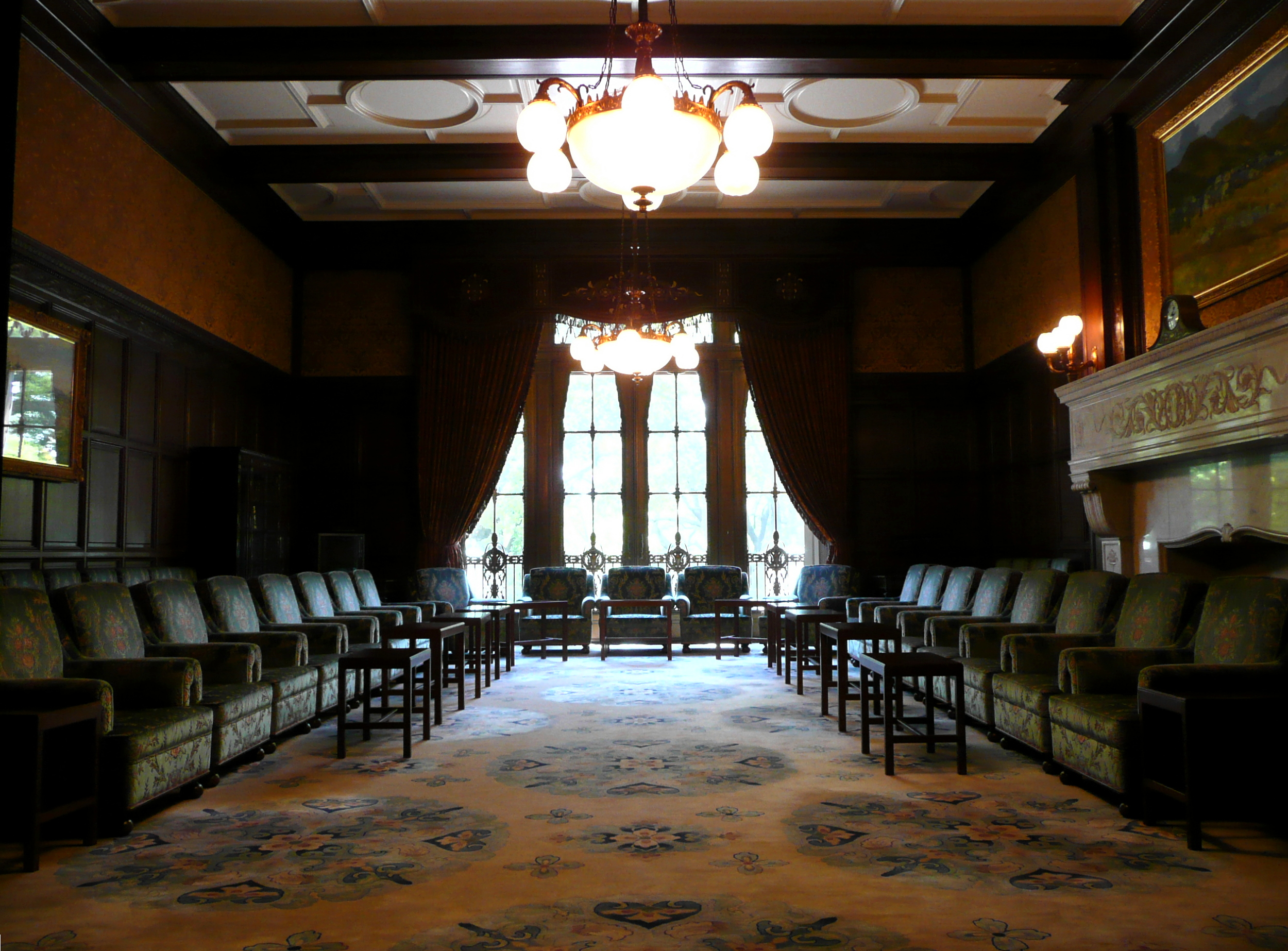
国会議事堂 大臣室

日本国憲法は議院内閣制を採用している。
議院内閣制とは、議会と内閣が一応分立しつつ、議会の信任（特に、両院制をとる場合には、下院の信任。日本では衆議院の信任）を内閣存立のための必要条件とする制度である。多くの場合、議会の多数派が与党を形成し、与党の中から内閣総理大臣を指名するため、議会と内閣は一体的に協働することになる。日本国憲法では、以下の諸規定により、議院内閣制を定める。
- 内閣による行政権の行使について、国会に対し、連帯して責任を負うこと（憲法第66条3項）。
- 内閣総理大臣は、国会の議決により指名されること（憲法第67条1項前段）。
- 内閣総理大臣は、国会議員の中から指名されること（憲法第67条1項前段）。また、国務大臣の過半数は、国会議員の中から選ばれなければならないこと（憲法第68条1項ただし書）。
- 衆議院の内閣不信任決議を定めたこと。また、内閣不信任決議を受けて、内閣が衆議院を解散しうる権限を定めたこと（憲法第69条）。なお、内閣は国会に対し連帯して責任を負うこととされ（憲法第66条3項）、国会を構成する一院である参議院も内閣がその果たすべき責任を充分に果たしていないと考える場合には内閣の責任を問うことができるが、憲法第69条のような法的効果を生ずることはなく政治的な効果を生じるにとどまると解されている。

これらの規定のうち、内閣の国会にする連帯責任に関する規定を議院内閣制の本質的要素と見る考え方は、責任本質説と呼ばれ、通説とされる。これに対して、責任規定のほか、内閣の衆議院解散権に関する規定をも議院内閣制の本質的要素と見る考え方は、均衡本質説と呼ばれる。

## 国会の権能

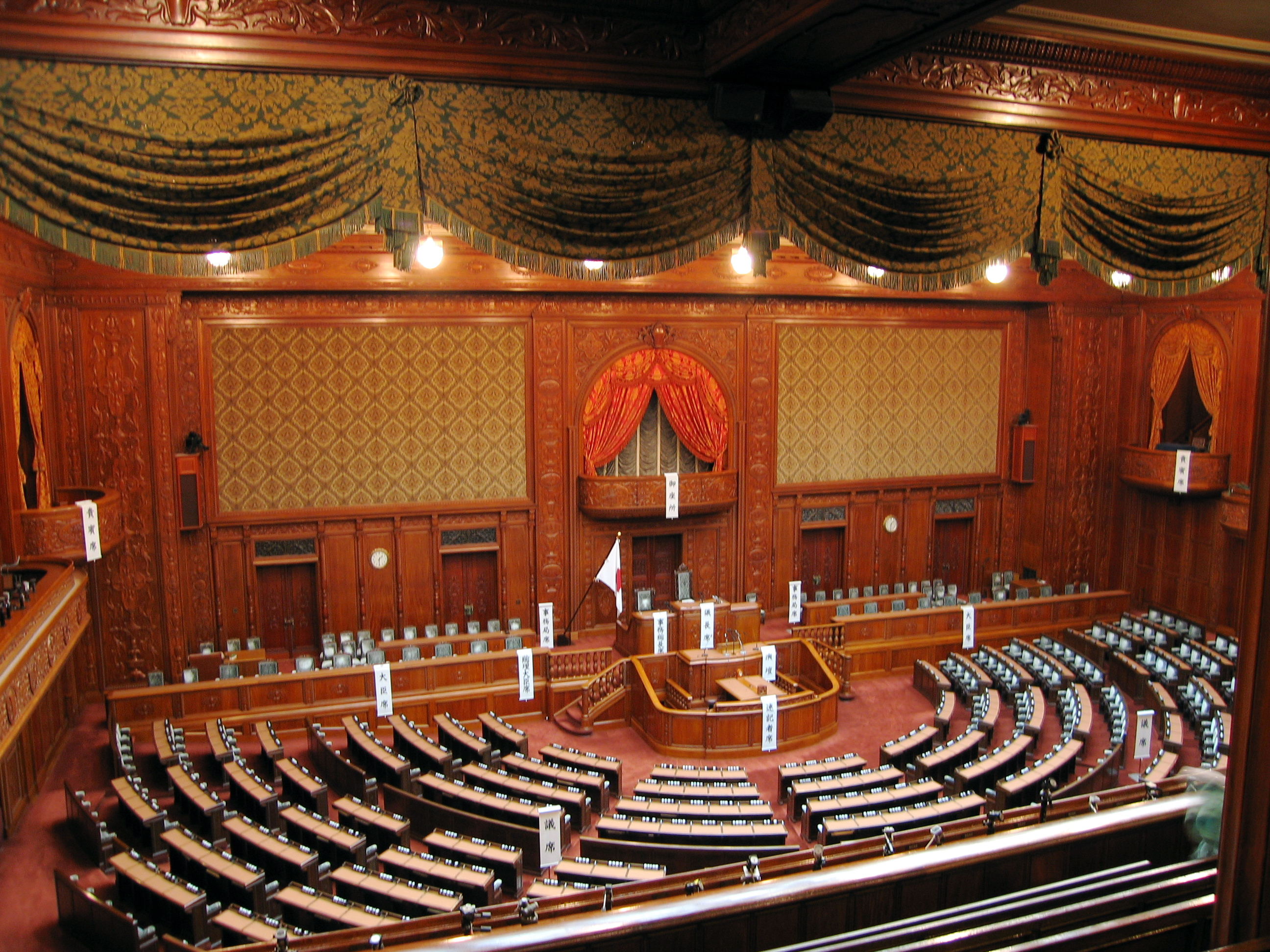
衆議院本会議場

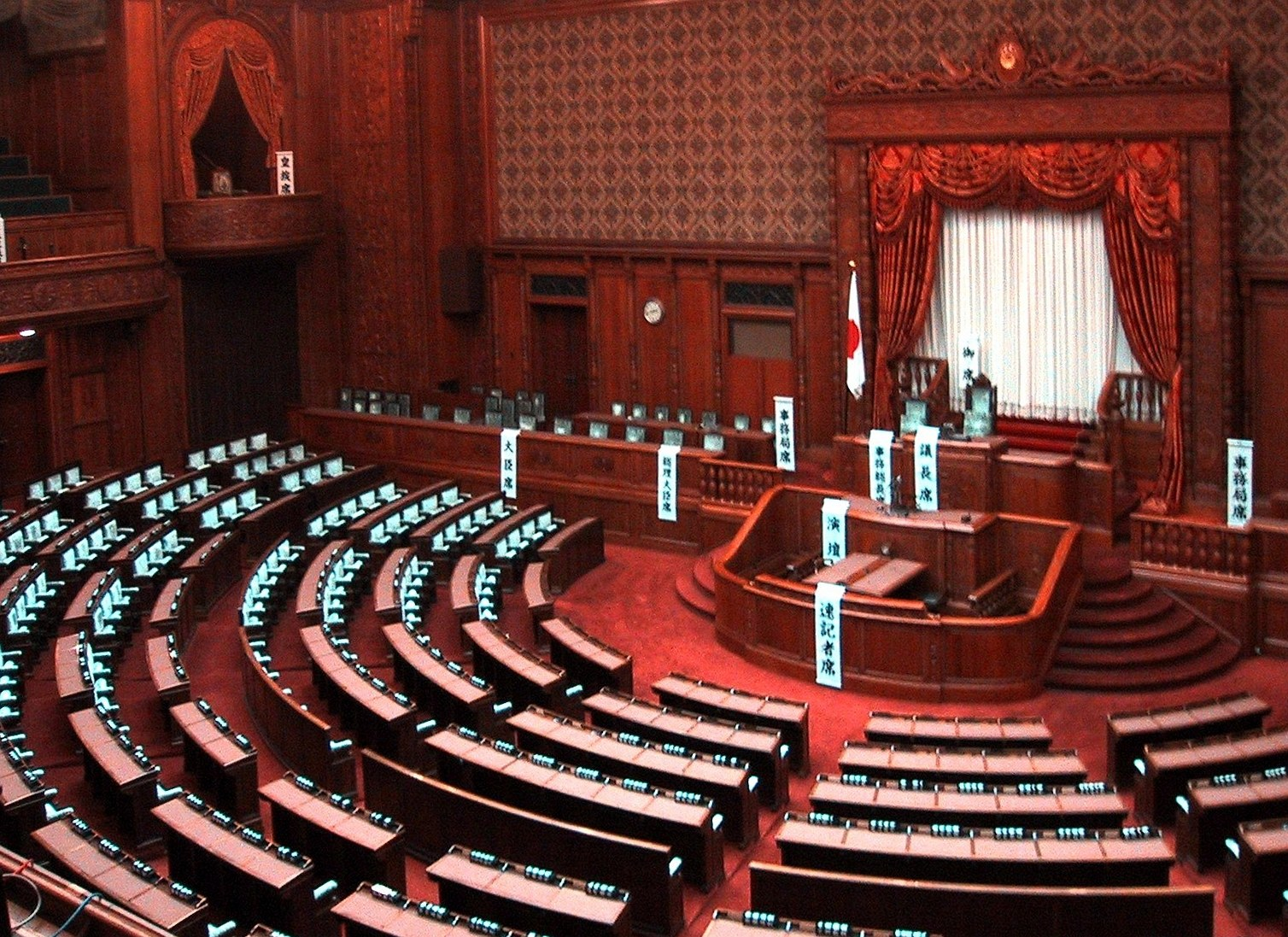
参議院本会議場

国会としての権能には以下のようなものがある。

### 立法権
国会は国の唯一の立法機関である（憲法第41条）。法律案の議決については憲法第59条に定めがある。
国の唯一の立法機関であるため、憲法上の人権に関する条文などで見られる「法律の定めるところにより」「法律の定める手続によらなければ」とある場合には、国会のみが具体的な条件・詳細な規定等を定めることができる。なお、立法府としての国会がその判断において、実施細則、具体的な基準等についての決定を行政府たる内閣等に委任することはできる。ただし、この場合でも一定の制約を付することが必要とされる。
憲法は、所定の憲法改正手続を経なければ、国会だけの判断により改正することはできないが、その憲法の範囲内において、立法をなすことができるのは国会だけであり、行政府の活動については法律に従ってなされる必要があるから、行政の活動は、当然に国会の意思に縛られることになる。日本では議院内閣制をとっていることから、通常は、国会の意思と行政府を指揮する内閣の意思とは一致する傾向にある。
裁判官は法律に拘束される（憲法第76条第3項）。憲法に違反する場合には、裁判所が違憲立法審査権を行使して当該法律の無効と判断することはあるものの、法律を制定する国会の意思は、裁判を通して日本国の全てに及ぶものといえる。

### その他の国会の主な権能
- 条約承認権（憲法第61条）

条約の国内法の性質を巡っても諸説あるが、これまた少なくとも行政に対する国会からの統制となることは疑いない。条約否決という強権は、憲法では事実上衆議院のみに認めている。
- 弾劾裁判所の設置権（憲法第64条）

国会は、罷免の訴追を受けた裁判官を裁判するため、両議院の議員で組織する裁判官弾劾裁判所を設ける（憲法第64条）。非行のあった裁判官を裁判官弾劾裁判所に訴追するのは、同じく国会議員で組織する裁判官訴追委員会である。裁判官弾劾裁判所と裁判官訴追委員会は、ともに国会から独立して職権を行使する。
- 内閣総理大臣の指名権（憲法第67条）
- 財政監督権（憲法第83条）

財政については予算承認権（憲法第86条）や予備費の承諾（憲法第87条）などの権限を有する。予算の法的性質を巡っては諸説あるが、少なくとも行政に対する国会からの統制となることは疑いない。日本の憲法上は、法律制定による行政統制と見る必要は特になく、行政過程への介入による統制と見ても、国会の予算修正権等、一向に問題はない。予算否決という強権は、日本国憲法では事実上衆議院のみに認めているが、参議院の自然成立前に予算が執行される場合は、暫定予算を衆議院と参議院で議決する必要がある。
- 憲法改正発議権（憲法第96条）

## 議院の権能
議院の権能には主に議院自律権と国政調査権の二つがあり、これら議院の権能については衆議院と参議院の各院が独立して行使することができる。

### 議院自律権
- 自主組織権
  - 役員選任権（憲法第58条1項）
  - 議員釈放請求権・議員逮捕許諾権（憲法第50条）
  - 議員の資格争訟の裁判権（憲法第55条）

出席議員の3分の2以上の多数による議決で議員の議席を失わせることができる。議員に就任した後に議員資格を有するか否かを判断する権限が各議院に付与されている。

- 自律的運営権
  - 規則制定権（憲法第58条2項本文前段）
  - 議員に対する懲罰権（憲法第58条2項本文後段及びただし書）

院内の事項に限られ、院外については及ばない。議員を除名するには出席議員の3分の2以上の多数による賛成が必要

### 国政調査権
各院には国政調査権が認められている。必ずしも行政機関のみに限らず、公私の諸団体・個人にも及ぶ。

## 国会の会期一覧
- 会期外における参議院の緊急集会を含む（詳細は同項目参照）。「緊急集会」における括弧内の日付は緊急集会請求日、集会日及び終了日。
- 「審議内容・備考」欄に「衆議院解散」とあるものは、「会期終了日」欄に記載された日に衆議院解散が行われたことを指す（従って、召集前に定めた会期末と異なる場合もある）。

| 回次 | 種類         | 詔書公布日                    | 国会召集日                | 開会式                    | 延長回数 | 会期終了日                | 審議内容・備考                     |
| ---- | ------------ | ----------------------------- | ------------------------- | ------------------------- | -------- | ------------------------- | ---------------------------------- |
| 1    | 特別会       | 1947年（昭和22年）5月6日      | 同年5月20日               | 同年6月23日               |          | 同年12月9日               |                                    |
| 2    | 常会         | 1947年（昭和22年）11月18日    | 同年12月10日              | 1948年（昭和23年）1月21日 |          | 同年7月5日                |                                    |
| 3    | 臨時会       | 1948年（昭和23年）9月30日     | 同年10月11日              | 同年11月8日               |          | 同年11月30日              |                                    |
| 4    | 常会         | 1948年（昭和23年）11月9日     | 同年12月1日               | 同年12月2日               |          | 同年12月23日              | 衆議院解散（馴れ合い解散）         |
| 5    | 特別会       | 1949年（昭和24年）1月28日     | 同年2月11日               | 同年3月19日               |          | 同年5月31日               |                                    |
| 6    | 臨時会       | 1949年（昭和24年）10月10日    | 同年10月25日              | 同年11月1日               |          | 同年12月3日               |                                    |
| 7    | 常会         | 1949年（昭和24年）11月12日    | 同年12月4日               | 同年12月15日              |          | 1950年（昭和25年）5月2日  |                                    |
| 8    | 臨時会       | 1950年（昭和25年）7月5日      | 同年7月12日               | 同年7月13日               |          | 同年7月31日               |                                    |
| 9    | 臨時会       | 1950年（昭和25年）11月14日    | 同年11月21日              | 同年11月22日              |          | 同年12月9日               |                                    |
| 10   | 常会         | 1950年（昭和25年）11月18日    | 同年12月10日              | 1951年（昭和26年）1月25日 |          | 同年6月5日                |                                    |
| 11   | 臨時会       | 1951年（昭和26年）8月6日      | 同年8月16日               | 同年8月16日               |          | 同年8月18日               |                                    |
| 12   | 臨時会       | 1951年（昭和26年）10月2日     | 同年10月10日              | 同年10月11日              |          | 同年11月30日              |                                    |
| 13   | 常会         | 1951年（昭和26年）11月17日    | 同年12月10日              | 1952年（昭和27年）1月22日 |          | 同年7月31日               |                                    |
| 14   | 常会         | 1952年（昭和27年）8月5日      | 同年8月26日               | —                         | 0        | 同年8月28日               | 衆議院解散（抜き打ち解散）         |
|      | （緊急集会） | （1952年（昭和27年）8月28日） | （同年8月31日）           | —                         | —        | （同年8月31日）           | 中央選挙管理会委員・予備委員任命。 |
| 15   | 特別会       | 1952年（昭和27年）10月8日     | 同年10月24日              | 同年11月8日               |          | 1953年（昭和27年）3月14日 | 衆議院解散（バカヤロー解散）       |
|      | （緊急集会） | （1953年（昭和28年）3月14日） | （同年3月18日）           | —                         | —        | （同年3月20日）           | 暫定予算等。                       |
| 16   | 特別会       | 1953年（昭和28年）5月3日      | 同年5月18日               | 同年6月16日               |          | 同年8月10日               |                                    |
| 17   | 臨時会       | 1953年（昭和28年）10月23日    | 同年10月29日              | 同年10月29日              |          | 同年11月7日               |                                    |
| 18   | 臨時会       | 1953年（昭和28年）11月18日    | 同年11月30日              | 同年11月30日              |          | 同年12月8日               |                                    |
| 19   | 常会         | 1953年（昭和28年）11月19日    | 同年12月10日              | 1954年（昭和29年）1月25日 |          | 同年6月15日               |                                    |
| 20   | 臨時会       | 1954年（昭和29年）11月18日    | 同年11月30日              | 同年11月30日              |          | 同年12月9日               |                                    |
| 21   | 常会         | 1954年（昭和29年）11月19日    | 同年12月10日              | 1955年（昭和30年）1月21日 |          | 同年1月24日               | 衆議院解散（天の声解散）           |
| 22   | 特別会       | 1955年（昭和30年）3月4日      | 同年3月18日               | 同年4月25日               |          | 同年7月30日               |                                    |
| 23   | 臨時会       | 1955年（昭和30年）11月15日    | 同年11月21日              | 同年12月2日               |          | 同年12月16日              |                                    |
| 24   | 常会         | 1955年（昭和30年）11月29日    | 同年12月20日              | 1956年（昭和31年）1月25日 |          | 同年6月3日                |                                    |
| 25   | 臨時会       | 1956年（昭和31年）11月2日     | 同年11月12日              | 同年11月15日              |          | 同年12月13日              |                                    |
| 26   | 常会         | 1956年（昭和31年）11月27日    | 同年12月20日              | 1957年（昭和32年）1月30日 |          | 同年5月19日               |                                    |
| 27   | 臨時会       | 1957年（昭和32年）10月22日    | 同年11月1日               | 同年11月1日               |          | 同年11月14日              |                                    |
| 28   | 常会         | 1957年（昭和32年）11月29日    | 同年12月20日              | 1958年（昭和33年）1月25日 |          | 同年4月25日               | 衆議院解散（話し合い解散）         |
| 29   | 特別会       | 1958年（昭和33年）5月28日     | 同年6月10日               | 同年6月17日               |          | 同年7月8日                |                                    |
| 30   | 臨時会       | 1958年（昭和33年）9月19日     | 同年9月29日               | 同年9月30日               |          | 同年12月7日               |                                    |
| 31   | 常会         | 1958年（昭和33年）11月19日    | 同年12月10日              | 1959年（昭和34年）1月26日 |          | 同年5月2日                |                                    |
| 32   | 臨時会       | 1959年（昭和34年）6月12日     | 同年6月22日               | 同年6月25日               |          | 同年7月3日                |                                    |
| 33   | 臨時会       | 1959年（昭和34年）10月7日     | 同年10月26日              | 同年10月27日              | 1        | 同年12月27日              |                                    |
| 34   | 常会         | 1959年（昭和34年）12月8日     | 同年12月29日              | 1960年（昭和35年）1月30日 | 1        | 同年7月15日               |                                    |
| 35   | 臨時会       | 1960年（昭和35年）7月15日     | 同年7月18日               | 同年7月18日               |          | 同年7月22日               |                                    |
| 36   | 臨時会       | 1960年（昭和35年）10月8日     | 同年10月17日              | 同年10月18日              |          | 同年10月24日              | 衆議院解散（安保解散）             |
| 37   | 特別会       | 1960年（昭和35年）11月24日    | 同年12月5日               | 同年12月10日              |          | 同年12月22日              |                                    |
| 38   | 常会         | 1960年（昭和35年）12月5日     | 同年12月26日              | 1961年（昭和36年）1月28日 | 1        | 同年6月8日                |                                    |
| 39   | 臨時会       | 1961年（昭和36年）9月16日     | 同年9月25日               | 同年9月27日               |          | 同年10月31日              |                                    |
| 40   | 常会         | 1961年（昭和36年）11月18日    | 同年12月9日               | 1962年（昭和37年）1月17日 |          | 同年5月7日                |                                    |
| 41   | 臨時会       | 1962年（昭和37年）7月20日     | 同年8月4日                | 同年8月8日                |          | 同年9月2日                |                                    |
| 42   | 臨時会       | 1962年（昭和37年）11月28日    | 同年12月8日               | 同年12月10日              | 2        | 同年12月23日              |                                    |
| 43   | 常会         | 1962年（昭和37年）12月3日     | 同年12月24日              | 1963年（昭和38年）1月23日 | 1        | 同年7月6日                |                                    |
| 44   | 臨時会       | 1963年（昭和38年）10月8日     | 同年10月15日              | 同年10月17日              |          | 同年10月23日              | 衆議院解散（所得倍増解散）         |
| 45   | 特別会       | 1963年（昭和38年）11月25日    | 同年12月4日               | 同年12月10日              |          | 同年12月18日              |                                    |
| 46   | 常会         | 1963年（昭和38年）11月29日    | 同年12月20日              | 1964年（昭和39年）1月20日 | 1        | 同年6月26日               |                                    |
| 47   | 臨時会       | 1964年（昭和39年）11月2日     | 同年11月9日               | 同年11月20日              |          | 同年12月18日              |                                    |
| 48   | 常会         | 1964年（昭和39年）11月28日    | 同年12月21日              | 1965年（昭和40年）1月21日 | 1        | 同年6月1日                |                                    |
| 49   | 臨時会       | 1965年（昭和40年）7月15日     | 同年7月22日               | 同年7月30日               |          | 同年8月11日               |                                    |
| 50   | 臨時会       | 1965年（昭和40年）9月22日     | 同年10月5日               | 同年10月11日              |          | 同年12月13日              |                                    |
| 51   | 常会         | 1965年（昭和40年）11月29日    | 同年12月20日              | 1966年（昭和41年）1月27日 | 1        | 同年6月27日               |                                    |
| 52   | 臨時会       | 1966年（昭和41年）7月2日      | 同年7月11日               | 同年7月12日               |          | 同年7月30日               |                                    |
| 53   | 臨時会       | 1966年（昭和41年）11月25日    | 同年11月30日              | 同年12月3日               |          | 同年12月20日              |                                    |
| 54   | 常会         | 1966年（昭和41年）12月6日     | 同年12月27日              | —                         | 0        | 同年12月27日              | 衆議院解散（黒い霧解散）           |
| 55   | 特別会       | 1967年（昭和42年）2月4日      | 同年2月15日               | 同年3月14日               | 1        | 同年7月21日               |                                    |
| 56   | 臨時会       | 1967年（昭和42年）7月22日     | 同年7月27日               | 同年7月27日               | 1        | 同年8月18日               |                                    |
| 57   | 臨時会       | 1967年（昭和42年）11月25日    | 同年12月4日               | 同年12月5日               |          | 同年12月23日              |                                    |
| 58   | 常会         | 1967年（昭和42年）12月6日     | 同年12月27日              | 1968年（昭和43年）1月27日 | 1        | 同年6月3日                |                                    |
| 59   | 臨時会       | 1968年（昭和43年）7月26日     | 同年8月1日                | 同年8月3日                |          | 同年8月10日               |                                    |
| 60   | 臨時会       | 1968年（昭和43年）12月3日     | 同年12月10日              | 同年12月11日              |          | 同年12月21日              |                                    |
| 61   | 常会         | 1968年（昭和43年）12月6日     | 同年12月27日              | 1969年（昭和44年）1月27日 | 1        | 同年8月5日                |                                    |
| 62   | 臨時会       | 1969年（昭和44年）11月15日    | 同年11月29日              | 同年12月1日               | 0        | 同年12月2日               | 衆議院解散（沖縄解散）             |
| —    | （常会）     | 1969年（昭和44年）11月29日    | （同年12月27日）          | —                         | —        | —                         | 召集詔書公布済み                   |
| 63   | 特別会       | 1969年（昭和44年）12月30日    | 1970年（昭和45年）1月14日 | 同年2月14日               |          | 同年5月13日               |                                    |
| 64   | 臨時会       | 1970年（昭和45年）11月14日    | 同年11月24日              | 同年11月25日              |          | 同年12月18日              |                                    |
| 65   | 常会         | 1970年（昭和45年）12月2日     | 同年12月26日              | 1971年（昭和46年）1月22日 |          | 同年5月24日               |                                    |
| 66   | 臨時会       | 1971年（昭和46年）7月5日      | 同年7月14日               | 同年7月17日               |          | 同年7月24日               |                                    |
| 67   | 臨時会       | 1971年（昭和46年）9月23日     | 同年10月16日              | 同年10月18日              | 1        | 同年12月27日              |                                    |
| 68   | 常会         | 1971年（昭和46年）12月8日     | 同年12月29日              | 1972年（昭和47年）1月29日 | 1        | 同年6月16日               |                                    |
| 69   | 臨時会       | 1972年（昭和47年）6月27日     | 同年7月6日                | 同年7月6日                |          | 同年7月12日               |                                    |
| 70   | 臨時会       | 1972年（昭和47年）10月9日     | 同年10月27日              | 同年10月28日              |          | 同年11月13日              | 衆議院解散（日中解散）             |
| —    | （常会）     | 1972年（昭和47年）11月11日    | （同年12月9日）           | —                         | —        | —                         | 召集詔書公布済み。                 |
| 71   | 特別会       | 1972年（昭和47年）12月14日    | 同年12月22日              | 1973年（昭和48年）1月27日 | 2        | 同年9月27日               |                                    |
| 72   | 常会         | 1973年（昭和48年）11月10日    | 同年12月1日               | 1974年（昭和49年）1月21日 | 1        | 同年6月3日                |                                    |
| 73   | 臨時会       | 1974年（昭和49年）7月20日     | 同年7月24日               | 同年7月29日               |          | 同年7月31日               |                                    |
| 74   | 臨時会       | 1974年（昭和49年）12月3日     | 同年12月9日               | 同年12月14日              |          | 同年12月25日              |                                    |
| 75   | 常会         | 1974年（昭和49年）12月6日     | 同年12月27日              | 1975年（昭和50年）1月24日 | 1        | 同年7月4日                |                                    |
| 76   | 臨時会       | 1975年（昭和50年）9月3日      | 同年9月11日               | 同年9月12日               | 2        | 同年12月25日              |                                    |
| 77   | 常会         | 1975年（昭和50年）12月6日     | 同年12月27日              | 1976年（昭和51年）1月23日 |          | 同年5月24日               |                                    |
| 78   | 臨時会       | 1976年（昭和51年）9月11日     | 同年9月16日               | 同年9月21日               |          | 同年11月4日               | 同年12月9日衆議院議員任期満了      |
| 79   | 臨時会       | 1976年（昭和51年）12月17日    | 同年12月24日              | 同年12月27日              |          | 同年12月28日              |                                    |
| 80   | 常会         | 1976年（昭和51年）12月10日    | 同年12月30日              | 1977年（昭和52年）1月31日 | 1        | 同年6月9日                |                                    |
| 81   | 臨時会       | 1977年（昭和52年）7月23日     | 同年7月27日               | 同年7月30日               |          | 同年8月3日                |                                    |
| 82   | 臨時会       | 1977年（昭和52年）9月24日     | 同年9月29日               | 同年9月29日               | 1        | 同年11月25日              |                                    |
| 83   | 臨時会       | 1977年（昭和52年）12月3日     | 同年12月7日               | 同年12月7日               |          | 同年12月10日              |                                    |
| 84   | 常会         | 1977年（昭和52年）11月28日    | 同年12月19日              | 1978年（昭和53年）1月21日 | 1        | 同年6月16日               |                                    |
| 85   | 臨時会       | 1978年（昭和53年）9月14日     | 同年9月18日               | 同年9月18日               |          | 同年10月21日              |                                    |
| 86   | 臨時会       | 1978年（昭和53年）12月2日     | 同年12月6日               | 同年12月6日               |          | 同年12月12日              |                                    |
| 87   | 常会         | 1978年（昭和53年）12月2日     | 同年12月22日              | 1979年（昭和54年）1月25日 | 1        | 同年6月14日               |                                    |
| 88   | 臨時会       | 1979年（昭和54年）8月25日     | 同年8月30日               | 同年9月3日                |          | 同年9月7日                | 衆議院解散（増税解散）             |
| 89   | 特別会       | 1979年（昭和54年）10月22日    | 同年10月30日              | 同年11月14日              |          | 同年11月16日              |                                    |
| 90   | 臨時会       | 1979年（昭和54年）11月20日    | 同年11月26日              | 同年11月27日              |          | 同年12月11日              |                                    |
| 91   | 常会         | 1979年（昭和54年）11月30日    | 同年12月21日              | 1980年（昭和55年）1月25日 | 1        | 同年5月19日               | 衆議院解散（ハプニング解散）       |
| 92   | 特別会       | 1980年（昭和55年）7月8日      | 同年7月17日               | 同年7月22日               |          | 同年7月26日               |                                    |
| 93   | 臨時会       | 1980年（昭和55年）9月20日     | 同年9月29日               | 同年10月3日               | 1        | 同年11月29日              |                                    |
| 94   | 常会         | 1980年（昭和55年）12月1日     | 同年12月22日              | 1981年（昭和56年）1月26日 | 1        | 同年6月6日                |                                    |
| 95   | 臨時会       | 1981年（昭和56年）9月19日     | 同年9月24日               | 同年9月25日               | 1        | 同年11月28日              |                                    |
| 96   | 常会         | 1981年（昭和56年）12月1日     | 同年12月21日              | 1982年（昭和57年）1月25日 | 1        | 同年8月21日               |                                    |
| 97   | 臨時会       | 1982年（昭和57年）11月19日    | 同年11月26日              | 同年12月3日               | 1        | 同年12月25日              |                                    |
| 98   | 常会         | 1982年（昭和57年）12月7日     | 同年12月28日              | 1983年（昭和58年）1月24日 |          | 同年5月26日               |                                    |
| 99   | 臨時会       | 1983年（昭和58年）7月12日     | 同年7月18日               | 同年7月19日               |          | 同年7月23日               |                                    |
| 100  | 臨時会       | 1983年（昭和58年）9月2日      | 同年9月8日                | 同年9月9日                | 1        | 同年11月28日              | 衆議院解散（田中判決解散）         |
| —    | （常会）     | 1983年（昭和58年）11月24日    | （同年12月15日）          | —                         | —        | —                         | 召集詔書公布済み。                 |
| 101  | 特別会       | 1983年（昭和58年）12月22日    | 同年12月26日              | 1984年（昭和59年）2月6日  | 1        | 同年8月8日                |                                    |
| 102  | 常会         | 1984年（昭和59年）11月10日    | 同年12月1日               | 1985年（昭和60年）1月25日 | 1        | 同年6月25日               |                                    |
| 103  | 臨時会       | 1985年（昭和60年）10月8日     | 同年10月14日              | 同年10月14日              | 1        | 同年12月21日              |                                    |
| 104  | 常会         | 1985年（昭和60年）12月3日     | 同年12月24日              | 1986年（昭和61年）1月27日 |          | 同年5月22日               |                                    |
| 105  | 臨時会       | 1986年（昭和61年）5月27日     | 同年6月2日                | —                         | 0        | 同年6月2日                | 衆議院解散（死んだふり解散）       |
| 106  | 特別会       | 1986年（昭和61年）7月15日     | 同年7月22日               | 同年7月24日               |          | 同年7月25日               |                                    |
| 107  | 臨時会       | 1986年（昭和61年）9月5日      | 同年9月11日               | 同年9月11日               | 1        | 同年12月20日              |                                    |
| 108  | 常会         | 1986年（昭和61年）12月8日     | 同年12月29日              | 1987年（昭和62年）1月26日 |          | 同年5月27日               |                                    |
| 109  | 臨時会       | 1987年（昭和62年）7月1日      | 同年7月6日                | 同年7月6日                | 1        | 同年9月19日               |                                    |
| 110  | 臨時会       | 1987年（昭和62年）10月30日    | 同年11月6日               | 同年11月6日               |          | 同年11月11日              |                                    |
| 111  | 臨時会       | 1987年（昭和62年）11月20日    | 同年11月27日              | 同年11月27日              |          | 同年12月12日              |                                    |
| 112  | 常会         | 1987年（昭和62年）12月5日     | 同年12月28日              | 1988年（昭和63年）1月25日 |          | 同年5月25日               |                                    |
| 113  | 臨時会       | 1988年（昭和63年）7月15日     | 同年7月19日               | 同年7月19日               | 2        | 同年12月28日              |                                    |
| 114  | 常会         | 1988年（昭和63年）12月9日     | 同年12月30日              | 1989年（平成元年）2月10日 | 1        | 同年6月22日               |                                    |
| 115  | 臨時会       | 1989年（平成元年）8月1日      | 同年8月7日                | 同年8月8日                |          | 同年8月12日               |                                    |
| 116  | 臨時会       | 1989年（平成元年）9月22日     | 同年9月28日               | 同年9月28日               |          | 同年12月16日              |                                    |
| 117  | 常会         | 1989年（平成元年）12月5日     | 同年12月25日              | 1990年（平成2年）1月22日  |          | 同年1月24日               | 衆議院解散（消費税解散）           |
| 118  | 特別会       | 1990年（平成2年）2月23日      | 同年2月27日               | 同年3月2日                |          | 同年6月26日               |                                    |
| 119  | 臨時会       | 1990年（平成2年）10月9日      | 同年10月12日              | 同年10月12日              |          | 同年11月10日              |                                    |
| 120  | 常会         | 1990年（平成2年）11月20日     | 同年12月10日              | 同年12月10日              |          | 1991年（平成3年）5月8日   |                                    |
| 121  | 臨時会       | 1991年（平成3年）8月1日       | 同年8月5日                | 同年8月5日                |          | 同年10月4日               |                                    |
| 122  | 臨時会       | 1991年（平成3年）11月1日      | 同年11月5日               | 同年11月8日               | 1        | 同年12月21日              |                                    |
| 123  | 常会         | 1992年（平成4年）1月10日      | 同年1月24日               | 同年1月24日               |          | 同年6月21日               |                                    |
| 124  | 臨時会       | 1992年（平成4年）8月3日       | 同年8月7日                | 同年8月10日               |          | 同年8月11日               |                                    |
| 125  | 臨時会       | 1992年（平成4年）10月23日     | 同年10月30日              | 同年10月30日              | 1        | 同年12月10日              |                                    |
| 126  | 常会         | 1993年（平成5年）1月8日       | 同年1月22日               | 同年1月22日               |          | 同年6月18日               | 衆議院解散（嘘つき解散）           |
| 127  | 特別会       | 1993年（平成5年）8月2日       | 同年8月5日                | 同年8月12日               | 1        | 同年8月28日               |                                    |
| 128  | 臨時会       | 1993年（平成5年）9月13日      | 同年9月17日               | 同年9月21日               | 1        | 1994年（平成6年）1月29日  |                                    |
| 129  | 常会         | 1994年（平成6年）1月21日      | 同年1月31日               | 同年2月8日                |          | 同年6月29日               |                                    |
| 130  | 臨時会       | 1994年（平成6年）7月12日      | 同年7月18日               | 同年7月18日               |          | 同年7月22日               |                                    |
| 131  | 臨時会       | 1994年（平成6年）9月22日      | 同年9月30日               | 同年9月30日               | 1        | 同年12月9日               |                                    |
| 132  | 常会         | 1995年（平成7年）1月10日      | 同年1月20日               | 同年1月20日               | 0        | 同年6月18日               |                                    |
| 133  | 臨時会       | 1995年（平成7年）7月31日      | 同年8月4日                | 同年8月4日                | 0        | 同年8月8日                |                                    |
| 134  | 臨時会       | 1995年（平成7年）9月22日      | 同年9月29日               | 同年9月29日               | 1        | 同年12月15日              |                                    |
| 135  | 臨時会       | 1996年（平成8年）1月8日       | 同年1月11日               | 同年1月11日               |          | 同年1月13日               |                                    |
| 136  | 常会         | 1996年（平成8年）1月12日      | 同年1月22日               | 同年1月22日               | 0        | 同年6月19日               |                                    |
| 137  | 臨時会       | 1996年（平成8年）9月20日      | 同年9月27日               | —                         | 0        | 同年9月27日               | 衆議院解散（小選挙区解散）         |
| 138  | 特別会       | 1996年（平成8年）11月1日      | 同年11月7日               | 同年11月11日              |          | 同年11月12日              |                                    |
| 139  | 臨時会       | 1996年（平成8年）11月22日     | 同年11月29日              | 同年11月29日              |          | 同年12月18日              |                                    |
| 140  | 常会         | 1997年（平成9年）1月10日      | 同年1月20日               | 同年1月20日               | 0        | 同年6月18日               |                                    |
| 141  | 臨時会       | 1997年（平成9年）9月24日      | 同年9月29日               | 同年9月29日               |          | 同年12月12日              |                                    |
| 142  | 常会         | 1997年（平成9年）12月26日     | 1998年（平成10年）1月12日 | 同年1月12日               | 1        | 同年6月18日               |                                    |
| 143  | 臨時会       | 1998年（平成10年）7月27日     | 同年7月30日               | 同年8月7日                | 1        | 同年10月16日              |                                    |
| 144  | 臨時会       | 1998年（平成10年）11月24日    | 同年11月27日              | 同年11月27日              |          | 同年12月14日              |                                    |
| 145  | 常会         | 1999年（平成11年）1月8日      | 同年1月19日               | 同年1月19日               | 1        | 同年8月13日               |                                    |
| 146  | 臨時会       | 1999年（平成11年）10月22日    | 同年10月29日              | 同年10月29日              |          | 同年12月15日              |                                    |
| 147  | 常会         | 2000年（平成12年）1月7日      | 同年1月20日               | 同年1月20日               | 0        | 同年6月2日                | 衆議院解散（神の国解散）           |
| 148  | 特別会       | 2000年（平成12年）7月1日      | 同年7月4日                | 同年7月4日                | 0        | 同年7月6日                |                                    |
| 149  | 臨時会       | 2000年（平成12年）7月24日     | 同年7月28日               | 同年7月28日               |          | 同年8月9日                |                                    |
| 150  | 臨時会       | 2000年（平成12年）9月14日     | 同年9月21日               | 同年9月21日               |          | 同年12月1日               |                                    |
| 151  | 常会         | 2001年（平成13年）1月19日     | 同年1月31日               | 同年1月31日               |          | 同年6月29日               |                                    |
| 152  | 臨時会       | 2001年（平成13年）8月3日      | 同年8月7日                | 同年8月7日                | 0        | 同年8月10日               |                                    |
| 153  | 臨時会       | 2001年（平成13年）9月21日     | 同年9月27日               | 同年9月27日               |          | 同年12月7日               |                                    |
| 154  | 常会         | 2002年（平成14年）1月11日     | 同年1月21日               | 同年1月21日               | 1        | 同年7月31日               |                                    |
| 155  | 臨時会       | 2002年（平成14年）10月11日    | 同年10月18日              | 同年10月18日              |          | 同年12月13日              |                                    |
| 156  | 常会         | 2003年（平成15年）1月10日     | 同年1月20日               | 同年1月20日               | 1        | 同年7月28日               |                                    |
| 157  | 臨時会       | 2003年（平成15年）9月22日     | 同年9月26日               | 同年9月26日               |          | 同年10月10日              | 衆議院解散（マニフェスト解散）     |
| 158  | 特別会       | 2003年（平成15年）11月15日    | 同年11月19日              | 同年11月21日              |          | 同年11月21日              |                                    |
| 159  | 常会         | 2004年（平成16年）1月9日      | 同年1月19日               | 同年1月19日               |          | 同年6月15日               |                                    |
| 160  | 臨時会       | 2004年（平成16年）7月27日     | 同年7月30日               | 同年7月30日               |          | 同年8月6日                |                                    |
| 161  | 臨時会       | 2004年（平成16年）10月5日     | 同年10月12日              | 同年10月12日              |          | 同年12月3日               |                                    |
| 162  | 常会         | 2005年（平成17年）1月11日     | 同年1月21日               | 同年1月21日               | 1        | 同年8月8日                | 衆議院解散（郵政解散）             |
| 163  | 特別会       | 2005年（平成17年）9月17日     | 同年9月21日               | 同年9月26日               |          | 同年11月1日               |                                    |
| 164  | 常会         | 2006年（平成18年）1月10日     | 同年1月20日               | 同年1月20日               |          | 同年6月18日               |                                    |
| 165  | 臨時会       | 2006年（平成18年）9月22日     | 同年9月26日               | 同年9月28日               | 1        | 同年12月15日              |                                    |
| 166  | 常会         | 2007年（平成19年）1月15日     | 同年1月25日               | 同年1月25日               | 1        | 同年7月5日                |                                    |
| 167  | 臨時会       | 2007年（平成19年）8月3日      | 同年8月7日                | 同年8月7日                | 0        | 同年8月10日               |                                    |
| 168  | 臨時会       | 2007年（平成19年）9月6日      | 同年9月10日               | 同年9月10日               | 2        | 2008年（平成20年）1月15日 |                                    |
| 169  | 常会         | 2008年（平成20年）1月8日      | 同年1月18日               | 同年1月18日               | 1        | 同年6月21日               |                                    |
| 170  | 臨時会       | 2008年（平成20年）9月19日     | 同年9月24日               | 同年9月29日               | 1        | 同年12月25日              |                                    |
| 171  | 常会         | 2008年（平成20年）12月16日    | 2009年（平成21年）1月5日  | 同年1月5日                | 1        | 同年7月21日               | 衆議院解散                         |
| 172  | 特別会       | 2009年（平成21年）9月11日     | 同年9月16日               | 同年9月18日               | 0        | 同年9月19日               |                                    |
| 173  | 臨時会       | 2009年（平成21年）10月20日    | 同年10月26日              | 同年10月26日              | 1        | 同年12月4日               |                                    |
| 174  | 常会         | 2010年（平成22年）1月8日      | 同年1月18日               | 同年1月18日               |          | 同年6月16日               |                                    |
| 175  | 臨時会       | 2010年（平成22年）7月27日     | 同年7月30日               | 同年7月30日               |          | 同年8月6日                |                                    |
| 176  | 臨時会       | 2010年（平成22年）9月28日     | 同年10月1日               | 同年10月1日               |          | 同年12月3日               |                                    |
| 177  | 常会         | 2011年（平成23年）1月14日     | 同年1月24日               | 同年1月24日               | 1        | 同年8月31日               |                                    |
| 178  | 臨時会       | 2011年（平成23年）9月9日      | 同年9月13日               | 同年9月13日               | 1        | 同年9月30日               |                                    |
| 179  | 臨時会       | 2011年（平成23年）10月17日    | 同年10月20日              | 同年10月21日              |          | 同年12月9日               |                                    |
| 180  | 常会         | 2012年（平成24年）1月13日     | 同年1月24日               | 同年1月24日               | 1        | 同年9月8日                |                                    |
| 181  | 臨時会       | 2012年（平成24年）10月25日    | 同年10月29日              | 同年10月29日              |          | 同年11月16日              | 衆議院解散（近いうち解散）         |
| 182  | 特別会       | 2012年（平成24年）12月22日    | 同年12月26日              | 同年12月28日              |          | 同年12月28日              |                                    |
| 183  | 常会         | 2013年（平成25年）1月18日     | 同年1月28日               | 同年1月28日               |          | 同年6月26日               |                                    |
| 184  | 臨時会       | 2013年（平成25年）7月30日     | 同年8月2日                | 同年8月2日                |          | 同年8月7日                |                                    |
| 185  | 臨時会       | 2013年（平成25年）10月8日     | 同年10月15日              | 同年10月15日              | 1        | 同年12月8日               |                                    |
| 186  | 常会         | 2014年（平成26年）1月14日     | 同年1月24日               | 同年1月24日               |          | 同年6月22日               |                                    |
| 187  | 臨時会       | 2014年（平成26年）9月19日     | 同年9月29日               | 同年9月29日               |          | 同年11月21日              | 衆議院解散（アベノミクス解散）     |
| 188  | 特別会       | 2014年（平成26年）12月20日    | 同年12月24日              | 同年12月26日              |          | 同年12月26日              |                                    |
| 189  | 常会         | 2015年（平成27年）1月16日     | 同年1月26日               | 同年1月26日               | 1        | 同年9月27日               |                                    |
| 190  | 常会         | 2015年（平成27年）12月15日    | 2016年（平成28年）1月4日  | 同年1月4日                | 0        | 同年6月1日                |                                    |
| 191  | 臨時会       | 2016年（平成28年）7月26日     | 同年8月1日                | 同年8月1日                | 0        | 同年8月3日                |                                    |
| 192  | 臨時会       | 2016年（平成28年）9月16日     | 同年9月26日               | 同年9月26日               | 2        | 同年12月17日              |                                    |
| 193  | 常会         | 2017年（平成29年）1月10日     | 同年1月20日               | 同年1月20日               | 0        | 同年6月18日               |                                    |
| 194  | 臨時会       | 2017年（平成29年）9月22日     | 同年9月28日               | —                         | 0        | 同年9月28日               | 衆議院解散                         |
| 195  | 特別会       | 2017年（平成29年）10月28日    | 同年11月1日               | 同年11月8日               | 0        | 同年12月9日               |                                    |
| 196  | 常会         | 2018年（平成30年）1月12日     | 同年1月22日               | 同年1月22日               | 1        | 同年7月22日               |                                    |
| 197  | 臨時会       | 2018年（平成30年）10月17日    | 同年10月24日              | 同年10月24日              | 0        | 同年12月10日              |                                    |
| 198  | 常会         | 2019年（平成31年）1月18日     | 同年1月28日               | 同年1月28日               | 0        | 同年（令和元年）6月26日   |                                    |
| 199  | 臨時会       | 2019年（令和元年）7月29日     | 同年8月1日                | 同年8月1日                | 0        | 同年8月5日                |                                    |
| 200  | 臨時会       | 2019年（令和元年）9月27日     | 同年10月4日               | 同年10月4日               | 0        | 同年12月9日               |                                    |
| 201  | 常会         | 2020年（令和2年）1月10日      | 同年1月20日               | 同年1月20日               | 0        | 同年6月17日               |                                    |
| 202  | 臨時会       | 2020年（令和2年）9月11日      | 同年9月16日               | 同年9月17日               | 0        | 同年9月18日               |                                    |
| 203  | 臨時会       | 2020年（令和2年）10月20日     | 同年10月26日              | 同年10月26日              | 0        | 同年12月5日               |                                    |
| 204  | 常会         | 2021年（令和3年）1月8日       | 同年1月18日               | 同年1月18日               | 0        | 同年6月16日               |                                    |
| 205  | 臨時会       | 2021年（令和3年）9月21日      | 同年10月4日               | 同年10月8日               | 0        | 同年10月14日              | 衆議院解散                         |
| 206  | 特別会       | 2021年（令和3年）11月6日      | 同年11月10日              | 同年11月12日              | 0        | 同年11月12日              |                                    |
| 207  | 臨時会       | 2021年（令和3年）11月26日     | 同年12月6日               | 同年12月6日               | 0        | 同年12月21日              |                                    |
| 208  | 常会         | 2022年（令和4年）1月7日       | 同年1月17日               | 同年1月17日               | 0        | 同年6月15日               |                                    |
| 209  | 臨時会       | 2022年（令和4年）7月26日      | 同年8月3日                | 同年8月3日                | 0        | 同年8月5日                |                                    |
| 210  | 臨時会       | 2022年（令和4年）9月28日      | 同年10月3日               | 同年10月3日               | 0        | 同年12月10日              |                                    |
| 211  | 常会         | 2023年（令和5年）1月13日      | 同年1月23日               | 同年1月23日               | 0        | 同年6月21日               |                                    |
| 212  | 臨時会       | 2023年（令和5年）10月13日     | 同年10月20日              | 同年10月20日              | 0        | 同年12月13日              |                                    |
| 213  | 常会         | 2024年（令和6年）1月16日      | 同年1月26日               | 同年1月26日               | 0        | 同年6月23日               |                                    |
| 214  | 臨時会       | 2024年（令和6年）9月24日      | 同年10月1日               | 同年10月4日               | 0        | 同年10月9日               | 衆議院解散                         |
| 215  | 特別会       | 2024年（令和6年）11月5日      | 同年11月11日              | 同年11月14日              | 0        | 同年11月14日              |                                    |
| 216  | 臨時会       | 2024年（令和6年）11月21日     | 同年11月28日              | 同年11月29日              | 1        | 同年12月24日              |                                    |
| 217  | 常会         | 2025年（令和7年）1月14日      | 同年1月24日               | 同年1月24日               | 0        | 同年6月22日               |                                    |
| 218  | 臨時会       | 2025年（令和7年）8月1日       | 同年8月1日                | 同年8月5日                | 0        | 同年8月5日                |                                    |

- 開会式欄の「－」は、会期の冒頭で衆議院が解散され開会式が行われなかったことを表す。なお、参議院の緊急集会については、開会式自体が行われない。
- 延長回数欄の数字は、会期の延長に関する議決が行われた回数とし、両院で議決が行われた場合も衆院のみで議決が行われた場合もともに1回とする（各院をそれぞれ1回とは数えない）。延長議決後、当初の会期中に衆議院解散等のため国会が終了となり、実際に延長の期間が効力を発しなかった場合もこの欄では延長回数に含める。
- 第110回から第112回まで、第114回、第125回及び第128回の6国会の詔書は、国事行為臨時代行によるもの。
- 第110回から第113回までの4国会の開会式には、病気療養中の昭和天皇の名代として皇太子明仁親王（当時）が臨席し「おことば」を代読している。

(松澤浩一 1987, pp. 25–26)

## 会議録

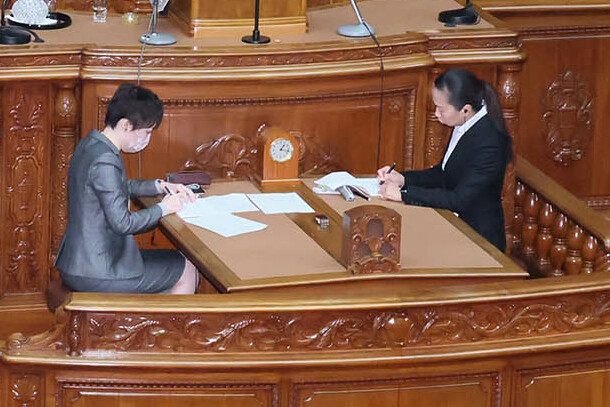
速記の様子（衆議院本会議）

国会の本会議では第1回から速記録の「衆議院会議録」と「参議院会議録」が作成されている。また、第1回国会から第13回国会まで「英文衆議院会議録」と「英文参議院会議録」が作成された。
委員会記録については両院で性格が異なり、衆議院では委員の会議録として「衆議院委員会議録」が作成され、参議院では委員会の会議録として「参議院委員会会議録」が作成されている。
議事は速記によって記録される（衆議院規則第201条、参議院規則第156条）。初期の国会では議事録の作成は速記のみで行われ、各院に速記者の養成所があったが、1951年（昭和26年）2月8日に参議院労働委員会でテープレコーダーが導入され採用テストが行われた。なお、各院独自に設けられていた速記者の養成所は2006年に廃止された。手書き速記は本会議や予算委員会などでは行われているが、それ以外の会議においては参議院では2008年から担当職員がモニターで音声と映像を確認してパソコン入力する方式、衆議院では2011年から音声認識システムが導入されている。